# Mazet-Saint-Voy

Mazet-Saint-Voy este o comună în departamentul Haute-Loire, Franța. În 2009 avea o populație de 1,124 de locuitori.